# Izviđačka škola
Izviđačka škola osnovana je s ciljem brže i cjelovite tranzicije hrvatskih izviđača u programe i načela Svjetske organizacije skautskog pokreta - WOSM. 
Osposobljavanje voditelja djevojčica i dječaka u dobi od 8 do 15 godina standardizirano je kroz europski sustav upravljanja kvalitetom nastave ISO 9001:2000.
Programi se primjenjuju po odobrenju Ministarstva prosvjete i športa Republike Hrvatske.

## Osnovni podaci
Ime udruge i kratica
Izviđačka škola  Arhivirana inačica izvorne stranice od 18. lipnja 2016. (Wayback Machine)
Datum osnivanja
15. kolovoz 2001.
Adresa
Draškovićeva 29, 10000 Zagreb
Članstvo u međunarodnim organizacijama/mrežama
World Assembly of Youth (WAY)
Članstvo u domaćim organizacijama/mrežama
- Zagrebački skautski zbor

- Koordinacija udruga za djecu  Arhivirana inačica izvorne stranice od 9. svibnja 2016. (Wayback Machine)

Područje djelovanja
Nacionalno

## Ciljevi djelovanja
- cilj 1: Osposobiti odrasle voditelje skautskih aktivnosti, usavršiti učitelje i nastavnike za stručne suradnike skautskih udruga

- cilj 2: Permanentno ažuriranje i izrada skautskih programa sukladno potrebama okruženja

- cilj 3: Potaknuti lokalnu samoupravu  posebno u urbanim sredinama na donošenje odluka o zadovoljavanju dijela javnih potreba kroz programe skautskih udruga

- cilj 4: Potaknuti socijalno poduzetništvo u skautizmu i poduprijeti uspostavu mreže objekata za provedbu skautskih aktivnosti

- cilj 5: Osposobiti Izviđačku školu za pružanje usluga standardizacije kvalitete skautskih usluga u različitim djelatnostima od interesa za skaute

- cilj 6: Izgraditi image skautskog pokreta kao jasno prepoznatljivog zdravog društva časnih i poštenih članova zajednice, zdravih stilova života i socijalno osjetljivih na probleme i potrebe zajednice

- cilj 7. Povećati razinu odgovornosti članstva za očuvanje vlastitog tjelesnog i reproduktivnog zdravlja pod motom: DA ZDRAVI OSTANU ZDRAVI!

## Osnovni programi/projekti i njihovo trajanje

### Program osposobljavanja voditelja prema programu Izviđačkog odreda "Sava"
Cilj ovog verificiranog programa je naobrazba izviđačkih voditelja kompatibilna ciljevima i zadaćama odgojno-obrazovnog rada u osnovnim i srednjim školama u RH  i temeljnim principima Svjetske organizacije skautskog pokreta (WOSM). Aktivnosti, metode i oblici rada preuzete su iz sustava obrazovanja nastavničkih fakulteta jer su korisnici studenti istih, a aktivnosti se sastoje od teoretskog (60 sati) i praktičnog, višednevnog (minimalno 30 sati) dijela. U svakom jednogodišnjem razdoblju planiramo educirati 150 voditelja izviđačkog pokreta, raznih profila i razne edukacije, što u praksi i provodimo. Program se provodi pri Učiteljskom fakultetu Sveučilišta u Zagrebu, VUŠ Petrinja, kao izvannastavni dvosemestralni kolegij, i VUŠ Gospić Sveučilišta u Rijeci, mjestima terenskih vježbi i u prostorijama vježbaonica (osnovnih škola gradskih četvrti Trnje i Trešnjevka) i Udruge.

### Program socijalne prevencije djece i mladeži Grada Zagreba naziva "Čudesna Hrvatska"
Program je osmišljen 1996. godine te se do danas kontinuirano provodi uz nadogradnju po rezultatima godišnje evaluacije. Povjerenstvo Vlade RH za prevenciju poremećaja u ponašanju djece i mladih procijenilo je 13. kolovoza 2003. godine da program najbolje zadovoljava prepoznate standarde kvalitete te ga je uvrstilo u stručnu literaturu s ovog područja.
Osnovni cilj programa je utjecati na djecu i mladež uz stalnu socijalnu podršku, na njihovo socijalnu prilagodbu i to jačanjem samopouzdanja, samopoštovanja i osjećaja iskrenosti mladih kroz stjecanje novih vještina i znanja uz grupni rad u prirodi. Program se sastoji od psiho-socijalne podrške (sastanci s određenim temama o prevenciji zlostavljanja, ovisnosti i sl.); rekreativnih (plivanje, morski kajak, ronjenje, planinarstvo, konačarstvo, izletništvo, veslanje, spašavanje, igre, koturaljkanje, športska rekreacija i dr.), edukativnih (rad s računalima – osnove informatike, zaštita okoliša, orijentacija, signalizacija, muzičke slušaonice, prva pomoć, maketarstvo, prometna kultura, foto, kino i video programi i dr.) i aktivnosti prije, za i poslije ljetnog (zimskog) kamp programa.
U svakom jednogodišnjem razdoblju planiramo kroz program provesti 300 korisnika. Broj korisnika ovisi o primljenoj donaciji odnosno učešću roditelja i sponzora. Korisnik obuhvaćen programom tijekom godine provede 32 dana aktivnog sudjelovanja.
Program je primjenjiv za korisnike iz urbanih sredina.

## Korisnici
Korisnici edukacijskih modula (programa/projekata) udruge su njeni članovi i roditelji članova, djeca-učenici osnovnih i srednjih škola, studenti nastavničkih usmjerenja, djelatni učitelji, osoblje pravnih osoba - organizatora i davaoca usluga u mladeškom turizmu.

## Publikacije
Za svaku aktivnost (taborovanje, kantonovanje, specijalistički izleti, bivaci i dr.) voditelji aktivnosti izrađuju pomoćnu literaturu pod nazivom "dokumentacija".

## Vanjske poveznice
- SKAUT.TV  Arhivirana inačica izvorne stranice od 2. kolovoza 2008. (Wayback Machine)
- Savez izviđača Hrvatske
- Web hrvatskih izviđača